# Corvus capensis
El cuervo de El Cabo (Corvus capensis) es una especie de ave de la familia  Corvidae. Mide 48–50 cm de largo y es algo más grande que la corneja negra y es completamente negro un ligero brillo azulado en sus plumas. Proporcionalmente tiene patas, alas y cola más largos, y además también tiene un pico más largo y delgado que parece estar adaptado para escarbar en el suelo en búsqueda de invertebrados. Las plumas de la cabeza posee un brillo cobrizo-azulado y las plumas de la garganta son bastante largas y se inflan durante algunas llamadas y exhibiciones.

## Distribución y hábitat
La especie está presente en dos grandes regiones separadas del continente africano. Una abarca desde El Cabo en el extremo sur de África hasta el sur de Angola y hasta la costa este de Mozambique. La otra población se encuentra en una amplia zona de Sudán del Sur, Etiopía, Tanzania y Kenia en la zona centro-este de África. La población más al norte es algo más pequeña que la sureña. Habita en praderas abiertas, zonas agrícolas o bosquecillos en las proximidades donde anida.